# Lövestads åsar
Lövestads åsar är ett naturreservat i Sjöbo kommun i Skåne län.
Området är naturskyddat sedan 2011 och är 34 hektar stort. Reservat består av rullstensåsar som tidigare använts som betesmark men numer är bevuxen med bokskog.